# Copa da Suécia de 2012–13
A Copa da Suécia de 2012–13 foi a 57º edição da Copa da Suécia e a primeira desde 2000–01 com o formato de dois anos. O campeonato começou em 3 de junho e acabou em 26 de maio em Solna na Friends Arena. Essa temporada também consta com uma fase de grupos, algo que não se via desde 1995-96.
Um total de 96 clubes participaram, tendo como campeão o IFK Göteborg que ganhou nos pênaltis por 3-1 do Djurgårdens IF após um jogo que acabou em 1-1.

## Fases da Copa
A copa conta com uma fase preliminar onde apenas o primeiro colocado se classifica para a primeira rodada, que então fica com 64 times. 32 destes passam e encaram mais 32 da Allsvenskan e Superettan na segunda rodada. Com os confrontos feitos restam 32 times que são divididos em 8 grupos para a fase de grupos. Apenas o primeiro dos grupos avança e seus times se enfrentam nas quartas de final, passando ainda pela semifinal até chegar à final.[carece de fontes?]
| Nome        | Divisão          |
| ----------- | ---------------- |
| Allsvenskan | primeira divisão |
| Superettan  | segunda divisão  |
| Division 1  | terceira divisão |
| Division 2  | quarta divisão   |
| Division 3  | quinta divisão   |
| Division 4  | sexta divisão    |
| Division 5  | sétima divisão   |
| Division 6  | oitava divisão   |

| Rodada            | Clubes Restantes | Clubes Envolvidos | Vencedores da rodada passada | Times que entrarão nessa rodada | Ligas que entrarão nessa rodada                                                                              |
| Fase Preliminar   | 103              | 8                 | nenhum                       | 8                               | Division 1 (1 time) Division 2 (1 time) Division 3 (2 times) Division 4 (3 times) Division 6 (1 time)        |
| 1º Rodada         | 96               | 64                | 1                            | 63                              | Division 1 (15 times) Division 2 (17 times) Division 3 (17 times) Division 4 (12 times) Division 5 (2 times) |
| 2º Rodada         | 64               | 64                | 32                           | 32                              | Allsvenskan (todos os times) Superettan (todos os times)                                                     |
| Fase de Grupos    | 32               | 32                | 32                           | nenhum                          | nenhum |
| Quartas de Finais | 8                | 8                 | 8                            | nenhum                          | nenhum |
| Semifinais        | 4                | 4                 | 4                            | nenhum                          | nenhum |
| Final             | 2                | 2                 | 2                            | nenhum                          | nenhum |

## Fase Preliminar
Essa foi a primeira edição em que ocorreu uma fase preliminar. Com 8 times disputando um mata-mata só um conseguiu vaga para a 1º Rodada, sendo este Falu FK.
8 times disputaram as Quartas-de-finais e assim passaram 4 vencedores para as Semifinais da qual 2 passaram para a final que valia vaga para 1º Rodada. Falu FK venceu o Dalkurd FF por 3-2 e conseguiu vaga para a Copa da Suécia de 2012-13.
|  | Quartas de final              | Quartas de final      |                             |   | Semifinais | Semifinais |  |  | Final | Final |
|  |                               |                       |                             |   |            |            |  |  |       |       |
|  | 3 de março - Ljungbergsplanen |                       |                             |   |            |            |  |  |       |       |
|  |                               |                       |                             |   |            |            |  |  |       |       |
|  | Kvarnsvedens IK               | 7                     |                             |   |            |            |  |  |       |       |
|  | Kvarnsvedens IK               | 7                     | 3 de abril - Domnarvsvallen |   |            |            |  |  |       |       |
|  | Ulfshyttans IF                | 1                     |                             |   |            |            |  |  |       |       |
|  | Ulfshyttans IF                | 1                     | Dalkurd FF                  | 5 |            |            |  |  |       |       |
|  | 14 de março - Avestavallen    |                       | Dalkurd FF                  | 5 |            |            |  |  |       |       |
|  |                               | Kvarnsvedens IK       | 2                           |   |            |            |  |  |       |       |
|  | Avesta AIK                    | Kvarnsvedens IK       | 2                           | 0 |            |            |  |  |       |       |
|  | Avesta AIK                    |                       | 22 de maio - Kopparvallen   | 0 |            |            |  |  |       |       |
|  | Dalkurd FF                    | 6                     |                             |   |            |            |  |  |       |       |
|  | Dalkurd FF                    | 6                     | Falu FK                     | 3 |            |            |  |  |       |       |
|  | 23 de março - Vasaliden Arena |                       | Falu FK                     | 3 |            |            |  |  |       |       |
|  |                               | Dalkurd FF            | 2                           |   |            |            |  |  |       |       |
|  | Nyhammars IF                  | Dalkurd FF            | 2                           | 3 |            |            |  |  |       |       |
|  | Nyhammars IF                  | 25 de abril - Åvallen |                             | 3 |            |            |  |  |       |       |
|  | Långshyttans AIK              | 0                     |                             |   |            |            |  |  |       |       |
|  | Långshyttans AIK              | 0                     | Nyhammars IF                | 0 |            |            |  |  |       |       |
|  | 27 de março - Kopparvallen    |                       | Nyhammars IF                | 0 |            |            |  |  |       |       |
|  |                               | Falu FK               | 6                           |   |            |            |  |  |       |       |
|  | Falu FK                       | Falu FK               | 6                           | 4 |            |            |  |  |       |       |
|  | Falu FK                       |                       |                             | 4 |            |            |  |  |       |       |
|  | Säters IF                     | 1                     |                             |   |            |            |  |  |       |       |
|  | Säters IF                     | 1                     |                             |   |            |            |  |  |       |       |

## 1º Rodada
Nessa fase 64 times disputaram 32 vagas para a 2º Rodada, onde pegaram times da Allsvenskan ou da Superettan
| 3 de junho de 2012 | Enhörna IF | 1 – 4 | Långholmen FC | Friluftsgården, Södertälje                                       |
| 16:00              |            |       |               | Público: desconhecido Árbitro: Markus Guldbrandsson (Eskilstuna) |

| 6 de junho de 2012 | FOC Farsta | 1 – 3 | IK Frej | Farsta IP, Stockholm                            |
| 19:00              |            |       |         | Público: 50 Árbitro: Mohammad Dabestani (Solna) |

| 27 de junho de 2012 | Husqvarna FF | 1 – 2 | IK Sleipner | Vapenvallen, Huskvarna                                 |
| 19:00               |              |       |             | Público: desconhecido Árbitro: Levente Szasz (Ljungby) |

| 2 de julho de 2012 | Azech SF | 0 – 3 | Hovslätts IK | Idrottsparken (Södra), Norrköping                 |
| 19:00              |          |       |              | Público: 78 Árbitro: Patric Nyrenvall (Linköping) |

| 21 de julho de 2012 | IFK Berga | 1 – 2 | Ronneby BK | Bergaviks IP, Kalmar                          |
| 14:00               |           |       |            | Público: 201 Árbitro: Marico Svilenko (Växjö) |

| 21 de julho de 2012 | Salsåker-Ullångers IF | 1 – 2 | Selånger FK | Kinavallen, Ullånger                        |
| 15:00               |                       |       |             | Público: 125 Árbitro: Ulrik Ulander (Husum) |

| 23 de julho de 2012 | IFK Mariestad | 1 – 2 | Motala AIF | Lekevi IP, Mariestad                         |
| 13:00               |               |       |            | Público: 140 Árbitro: Per Rehnlund (Hålanda) |

| 28 de julho de 2012 | Kvibille BK | 1 – 3 | Torns IF | Björkevi IP, Kvibille                          |
| 14:00               |             |       |          | Público: 122 Árbitro: Henrik Hall (Falcopinga) |

| 28 de julho de 2012 | IFK Fjärås | 2 – 3 | Ramlösa Södra FF | Ögärdets IP, Fjärås                             |
| 15:00               |            |       |                  | Público: 170 Árbitro: Andreas Wanjura (Lindome) |

| 29 de julho de 2012 | Lerkils IF | 0 – 6 | IFK Uddevalla | Ledets IP, Vallda                                          |
| 15:00               |            |       |               | Público: desconhecido Árbitro: Johan Lindvig (Halmostádio) |

| 31 de julho de 2012 | Oxie IF | 4 – 6 (aet) | Åkarps IF | Oxie IP, Oxie                                |
| 19:00               |         |             |           | Público: 107 Árbitro: Jesper Persson (Malmö) |

| 31 de julho de 2012 | Skepplanda BTK | 0 – 4 | Lärje-Angereds IF | Forsvallen, Skepplanda                                   |
| 19:00               |                |       |                   | Público: desconhecido Árbitro: Niklas Nyberg (Torslanda) |

| 1 de agosto de 2012 | Furulunds IK | 0 – 3 | Kristianstads FF | Forsvallen, Skepplanda                        |
| 19:00               |              |       |                  | Público: 60 Árbitro: Niklas Andersson (Malmö) |

| 1 de agosto de 2012 | FC Höllviken | 2 – 1 | IF Limhamn Bunkeflo | Höllviken IP, Höllviken                       |
| 19:00               |              |       |                     | Público: 100 Árbitro: Namik Idrizovic (Malmö) |

| 1 de agosto de 2012 | Ölmstads IS | 2 – 4 | Dalstorps IF | ÖIS Gården, Ölmstad                                 |
| 19:00               |             |       |              | Público: 300 Árbitro: Julian Poulsen Sosefo (Växjö) |

| 1 de agosto de 2012 | IK Arvika | 1 – 1 (aet) (0 – 3 p) | Rynninge IK | Solviksvallen, Arvika                                 |
| 19:00               |           |                       |             | Público: desconhecido Árbitro: Johan Owén (Karlskoga) |

| 1 de agosto de 2012 | Guldhedens IK | 1 – 2 | Råslätts SK | Apelsinplan, Gotemburgo                           |
| 19:00               |               |       |             | Público: 50 Árbitro: Marcus Lundgren (Gotemburgo) |

| 1 de agosto de 2012 | Ljungby IF | 0 – 2 | Skövde AIK | Lagavallen, Ljungby                           |
| 19:00               |            |       |            | Público: 187 Árbitro: Victor Wolf (Jönköping) |

| 1 de agosto de 2012 | Nyköpings BIS | 1 – 0 | FC Väsby United | Rosvalla IP, Nicopinga                       |
| 19:00               |               |       |                 | Público: 250 Árbitro: Johan Fält (Encopinga) |

| 1 de agosto de 2012 | Arameiska-Syrianska Botkyrka IF | 3 – 2 | Vasalunds IF | Brunna IP, Botkyrka                                        |
| 19:00               |                                 |       |              | Público: desconhecido Árbitro: Björn Särnbrink (Segeltorp) |

| 1 de agosto de 2012 | Edsbyns IF | 0 – 5 | Östersunds FK | Öns IP, Edsbyn                                 |
| 19:00               |            |       |               | Público: 170 Árbitro: Mohamed Nablsi (Gevália) |

| 1 de agosto de 2012 | IFK Västerås | 2 – 3 (aet) | Enskede IK | Swedbank Park, Västerås                                  |
| 19:30               |              |             |            | Público: desconhecido Árbitro: Joakim Östling (Västerås) |

| 1 de agosto de 2012 | Sollentuna United | 1 – 3 (aet) | IK Sirius | Sollentunavallen, Sollentuna                          |
| 19:30               |                   |             |           | Público: desconhecido Árbitro: Jonas Bäcklund (Solna) |

| 2 de agosto de 2012 | Falu FK | 0 – 2 | Sandvikens IF | Kopparvallen, Falun                            |
| 19:00               |         |       |               | Público: 250 Árbitro: Patrik Almkvist (Örebro) |

| 3 de agosto de 2012 | IFK Falköping | 1 – 3 | Örgryte IS | Odenplan, Falcopinga                              |
| 19:00               |               |       |            | Público: 325 Árbitro: Fredrik Olsson (Dalsjöfors) |

| 3 de agosto de 2012 | Valsta Syrianska IK | 2 – 1 | Akropolis IF | Midgårdsvallen, Märsta                            |
| 19:00               |                     |       |              | Público: 102 Árbitro: Metin Yildirim (Södertälje) |

| 4 de agosto de 2012 | IK Sturehov | 0 - 2 (aet) | Karlstad BK | Sörbyvallen, Örebro                                             |
| 15:00               |             |             |             | Público: desconhecido Árbitro: Alexander Milovanovic (Västerås) |

| 4 de agosto de 2012 | Melleruds IF | 0 - 1 | Utsiktens BK | Rådavallen, Mellerud                              |
| 15:00               |              |       |              | Público: 130 Árbitro: Ulrik Hedfjärd (Falcopinga) |

| 5 de agosto de 2012 | Ärentuna SK | 0 - 3 | FC Gute | Ärentuna IP, Upsália                              |
| 12:00               |             |       |         | Público: 100 Árbitro: Pontus Orebrand (Östhammar) |

| 5 de agosto de 2012 | Kiruna FF | 1 - 2 | Mariehem SK | Lombia IP, Quiruna                           |
| 13:00               |           |       |             | Público: 65 Árbitro: Per Anders Blind (Lula) |

| 5 de agosto de 2012 | Torslanda IK | 1 - 0 | FC Trollhättan | Torslandavallen, Gotemburgo                                 |
| 15:00               |              |       |                | Público: desconhecido Árbitro: Haris Memisevic (Gotemburgo) |

| 5 de agosto de 2012 | Ängö BK | 1 - 1 aet ( 3 - 5 p) | IFK Hässleholm | Fredriksskans, Kalmar                         |
| 17:00               |         |                      |                | Público: 150 Árbitro: Martin Brandt (Värnamo) |

## 2º Rodada
A 2º Rodada incluiu a elite sueca colocando os times da Allsvenskan e da Superettan. Quem passou da 1º Rodada jogou como mandante com apenas um confronto entre os times. Quem passou garantiu vaga na Fase de Grupos.
| 16 de agosto de 2012 | IK Sirius | 1 - 1 aet ( 4 - 3 p) | Hammarby IF | Studenternas IP, Upsália                                  |
| 19:00                |           |                      |             | Público: desconhecido Árbitro: Tobias Mattsson (Karlstad) |

| 18 de agosto de 2012 | IK Frej | 2 - 1 | Trelleborgs FF | Studenternas IP, Upsália                       |
| 14:00                |         |       |                | Público: 423 Árbitro: Johan Thalin (Storvreta) |

| 18 de agosto de 2012 | Enskede IK | 0 - 1 | Landskrona BoIS | Studenternas IP, Upsália                             |
| 14:00                |            |       |                 | Público: 349 Árbitro: Stefan Johannesson (Stocksund) |

| 18 de agosto de 2012 | Lärje-Angereds IF | 1 - 1 aet ( 2 - 3 p) | Östers IF | Studenternas IP, Upsália                         |
| 14:00                |                   |                      |           | Público: 274 Árbitro: Bojan Pandzić (Gotemburgo) |

| 18 de agosto de 2012 | Kristianstads FF | 1 - 2 | Falkenbergs FF | Kristianstads IP, Kristianstad                        |
| 15:00                |                  |       |                | Público: desconhecido Árbitro: Nermin Cisić (Värnamo) |

| 18 de agosto de 2012 | IFK Uddevalla | 0 - 7 | Syrianska FC | Kamratgården, Uddevalla                       |
| 15:00                |               |       |              | Público: 350 Árbitro: Glenn Nyberg (Borlänge) |

| 18 de agosto de 2012 | Ronneby BK | 2 - 5 | Halmstads BK | Brunnsvallen, Ronneby                                  |
| 15:00                |            |       |              | Público: desconhecido Árbitro: Levente Szasz (Ljungby) |

| 18 de agosto de 2012 | Nyköpings BIS | 5 - 3 aet | IF Brommapojkarna | Rosvalla IP, Nicopinga                                 |
| 15:00                |               |           |                   | Público: desconhecido Árbitro: Dragan Banjać (Haninge) |

| 18 de agosto de 2012 | IFK Hässleholm | 0 - 2 | Umeå FC | Österås IP, Hässleholm                                |
| 15:30                |                |       |         | Público: desconhecido Árbitro: Kaspar Sjöberg (Malmö) |

| 18 de agosto de 2012 | Ramlösa Södra FF | 0 - 7 | Assyriska FF | Heden IP, Helsingborg                             |
| 16:00                |                  |       |              | Público: 121 Árbitro: Michel Ekberg (Helsingborg) |

| 18 de agosto de 2012 | Östersunds FK | 0 - 3 | Mjällby AIF | Jämtkraft Arena, Östersund                             |
| 16:00                |               |       |             | Público: 2,416 Árbitro: Niklas Abrahamsson (Sollefteå) |

| 18 de agosto de 2012 | Rynninge IK | 0 - 2 | IFK Norrköping | Grenadjärvallen, Örebro                          |
| 16:00                |             |       |                | Público: 423 Árbitro: Mohammed Al-Hakim (Köping) |

| 18 de agosto de 2012 | Karlstad BK | 0 - 0 aet ( 3 - 4 p) | Gefle IF | Tingvalla IP, Karlstad                          |
| 16:00                |             |                      |          | Público: 276 Árbitro: Andreas Svahn (Karlskoga) |

| 18 de agosto de 2012 | Arameiska-Syrianska Botkyrka IF | 1 - 3 | GIF Sundsvall | Brunna IP, Estocolmo                              |
| 17:00                |                                 |       |               | Público: desconhecido Árbitro: Johan Hamlin (Bro) |

| 18 de agosto de 2012 | Valsta Syrianska IK | 0 - 1 | IK Brage | Midgårdsvallen, Märsta                                    |
| 18:00                |                     |       |          | Público: desconhecido Árbitro: Björn Särnbrink (Huddinge) |

| 19 de agosto de 2012 | Selånger FK | 0 - 6 | Ljungskile SK | Selånger IP, Sundsvália                         |
| 13:00                |             |       |               | Público: 450 Árbitro: Patrik Eriksson (Gevália) |

| 19 de agosto de 2012 | Torns IF | 1 - 2 | Ängelholms FF | Tornvallen, Lund                                        |
| 16:00                |          |       |               | Público: 599 Árbitro: Kristoffer Karlsson (Helsingborg) |

| 19 de agosto de 2012 | Motala AIF | 1 - 2 | Varbergs BoIS | Motala Idrottspark, Motala                      |
| 16:00                |            |       |               | Público: 698 Árbitro: Magnus Ahlsén (Linköping) |

| 19 de agosto de 2012 | Skövde AIK | 0 - 3 | Åtvidabergs FF | Södermalms IP, Skövde                           |
| 16:00                |            |       |                | Público: 590 Árbitro: Antti Kanerva (Olofstorp) |

| 19 de agosto de 2012 | Örgryte IS | 3 - 0 | Degerfors IF | Gamla Ullevi, Gotemburgo                             |
| 17:00                |            |       |              | Público: 1,706 Árbitro: Robert Daradić (Helsingborg) |

| 19 de agosto de 2012 | Råslätts SK | 2 - 3 | IFK Värnamo | Råslätts IP, Jönköping                         |
| 17:00                |             |       |             | Público: 467 Árbitro: Jonas Karlsson (Målilla) |

| 19 de agosto de 2012 | Åkarps IF | 0 - 3 | BK Häcken | Åkarps IP, Åkarp                            |
| 17:00                |           |       |           | Público: 572 Árbitro: Andreas Ekberg (Lund) |

| 19 de agosto de 2012 | Utsiktens BK | 0 - 3 | GAIS | Ruddalens IP, Gotemburgo                           |
| 17:00                |              |       |      | Público: 1,123 Árbitro: Mattias Nyman (Kungsbacka) |

| 19 de agosto de 2012 | IK Sleipner | 0 - 2 aet | Jönköpings Södra IF | Idrottsparken, Norrköping                    |
| 18:00                |             |           |                     | Público: 174 Árbitro: Jim Petersson (Motala) |

| 20 de agosto de 2012 | Dalstorps IF | 1 - 5 | Djurgårdens IF | Dalshov, Dalstorp                                |
| 18:00                |              |       |                | Público: 1,538 Árbitro: Michael Lerjéus (Skövde) |

| 20 de agosto de 2012 | FC Gute | 0 - 4 | Kalmar FF | Gutavallen, Visby                                 |
| 18:00                |         |       |           | Público: 1,041 Árbitro: Ozan Camlibel (Hägersten) |

| 20 de agosto de 2012 | Långholmen FC | 0 - 9 | IFK Göteborg | Grimsta IP, Estocolmo                        |
| 19:00                |               |       |              | Público: 670 Árbitro: Jonas Bäcklund (Solna) |

| 20 de agosto de 2012 | Sandvikens IF | 3 - 6 aet | Malmö FF | Jernvallen, Sandviken                                  |
| 19:00                |               |           |          | Público: 2,700 Árbitro: Markus Strömbergsson (Gevália) |

| 20 de agosto de 2012 | Torslanda IK | 0 - 1 | AIK | Torslandavallen, Gotemburgo                          |
| 19:00                |              |       |     | Público: 1,023 Árbitro: Magnus Lindgren (Gotemburgo) |

| 11 de novembro de 2012 | FC Höllviken | 1 - 2 | Helsingborgs IF | Höllviken IP, Höllviken                                |
| 13:00                  |              |       |                 | Público: 1,300 Árbitro: Daniel Stålhammar (Landskrona) |

| 11 de novembro de 2012 | Hovslätts IK | 0 - 4 | IF Elfsborg | Hovet, Jönköping                                     |
| 13:30                  |              |       |             | Público: 1,079 Árbitro: DMikael Eriksson (Huskvarna) |

## Fase de Grupos
Os 32 vencedores da 2º Rodada avançaram e foram divididos em oito grupos com quatro times. Cada time jogou com os outros apenas uma vez, tendo assim 3 rodadas em cada grupo. Ao final da última rodada só o primeiro colocado dos oito grupos se classificaram para as quartas-de-finais. A Fase de Grupos começou em 2 de Março de 2012 e acabou, com um desempate, em 13 de Novembro de 2012.

### Critério de Desempate
Se dois ou mais times estiverem com os pontos iguais na rodada final da Fase de Grupos, os critérios são os seguintes:
1. melhor saldo de gols
2. maior número de gols feitos
3. resultado do confronto direto entre os times
4. melhor posição no ranking de 2012

| Primeiros colocados                                |
| -------------------------------------------------- |
| Vencedores dos grupos avanças às quartas-de-finais |

### Grupo 1
| Time          | J | V | E | D | GF | GS | SG  | Pts |
| ------------- | - | - | - | - | -- | -- | --- | --- |
| IK Sirius     | 3 | 2 | 0 | 1 | 9  | 4  | +5  | 6   |
| IF Elfsborg   | 3 | 2 | 0 | 1 | 9  | 4  | +5  | 6   |
| GAIS          | 3 | 2 | 0 | 1 | 5  | 4  | +1  | 6   |
| Ljungskile SK | 3 | 0 | 0 | 3 | 3  | 14 | –11 | 0   |

|               | IFE | GAIS | LSK | IKS |
| ------------- | --- | ---- | --- | --- |
| IF Elfsborg   | —   | 3–1  | 5–1 |     |
| GAIS          |     | —    | 2–1 |     |
| Ljungskile SK |     |      | —   | 1–7 |
| IK Sirius     | 2–1 | 0–2  |     | —   |

#### Desempate
| Time        | J | V | E | D | GF | GS | SG | Pts |
| ----------- | - | - | - | - | -- | -- | -- | --- |
| IK Sirius   | 1 | 1 | 0 | 0 | 2  | 1  | +1 | 3   |
| IF Elfsborg | 1 | 0 | 0 | 1 | 1  | 2  | –1 | 0   |

|             | IFE | IKS |
| IF Elfsborg | —   |     |
| ----------- | --- | --- |
| IK Sirius   | 2–1 | —   |

| 2 de Março de 2013 1º Rodada | IF Elfsborg                                                                    | 5 – 1  | Ljungskile SK  | Arena de Borås, Borås                            |  |
| 14:00                        | J. Larsson 23' · Nilsson 31' (pen.) · Mobaeck 54' · Rohdén 77' · Jørgensen 85' | Report | Johannesson 7' | Público: 670 Árbitro: Bojan Pandzić (Gotemburgo) |  |

| 2 de Março de 2013 1º Rodada | IK Sirius | 0 – 2  | GAIS                              | Lötens IP, Upsália                                       |  |
| 17:00                        |           | Report | Augustsson 13' · B. Andersson 18' | Público: Unknown Árbitro: Martin Strömbergsson (Gevália) |  |

| 9 de Março de 2013 2º Rodada | IK Sirius                | 2 – 1  | IF Elfsborg | Lötens IP, Upsália                                 |  |
| 14:00                        | Käck 7' · Björkebaum 54' | Report | Hedlund 62' | Público: 1,250 Árbitro: Tobias Mattsson (Karlstad) |  |

| 9 de Março de 2013 2º Rodada | GAIS                           | 2 – 1  | Ljungskile SK   | Valhalla IP, Gotemburgo                           |  |
| 15:00                        | Tornblad 34' · Abdulrahman 45' | Report | Johannesson 26' | Público: 1,150 Árbitro: Antti Kanerva (Olofstorp) |  |

| 16 de Março de 2013 3º Rodada | Ljungskile SK | 1 – 7  | IK Sirius                                                | Markbygg Arena, Ljungskile                       |  |
| 14:00                         | Sinclair 5'   | Report | Björkebaum 30', 36', 68', 88' · Gustafsson 44', 45', 81' | Público: Unknown Árbitro: Nermin Cisić (Värnamo) |  |

| 17 de Março de 2013 3º Rodada | IF Elfsborg                                | 3 – 1  | GAIS          | Arena de Borås, Borås                            |  |
| 16:00                         | Rohdén 68' · Lans 70' · Nilsson 77' (pen.) | Report | Johansson 69' | Público: 2,000 Árbitro: Michael Lerjéus (Skövde) |  |

### Grupo 2
| Time           | J | V | E | D | GF | GS | SG | Pts |
| -------------- | - | - | - | - | -- | -- | -- | --- |
| Falkenbergs FF | 3 | 3 | 0 | 0 | 7  | 2  | +5 | 9   |
| BK Häcken      | 3 | 2 | 0 | 1 | 6  | 2  | +4 | 6   |
| Örebro SK      | 3 | 1 | 0 | 2 | 2  | 3  | –1 | 3   |
| IFK Värnamo    | 3 | 0 | 0 | 3 | 1  | 9  | –8 | 0   |

|                | BKH | ÖSK | FFF | IFKV |
| -------------- | --- | --- | --- | ---- |
| BK Häcken      | —   | 2–0 | 1–2 |      |
| Örebro SK      |     | —   | 0–1 | 2–0  |
| Falkenbergs FF |     |     | —   | 4–1  |
| IFK Värnamo    | 0–3 |     |     | —    |

| 2 de Março de 2013 1º Rodada | BK Häcken    | 1 – 2  | Falkenbergs FF          | Valhalla IP, Gothenburg                           |  |
| 12:00                        | Ericsson 48' | Report | Sköld 64' · A. Wede 69' | Público: 457 Árbitro: Kristoffer Karlsson (Malmö) |  |

| 2 de Março 2013 1º Rodada | Örebro SK                        | 2 – 0  | IFK Värnamo | Behrn Arena, Örebro                             |  |
| 14:00                     | Hasani 22' · Claesson 47' (o.g.) | Report |             | Público: 1,012 Árbitro: Glenn Nyberg (Borlänge) |  |

| 9 de Março 2013 2º Rodada | IFK Värnamo | 0 – 3  | BK Häcken                        | Finnvedsvallen, Värnamo                         |  |
| 14:00                     |             | Report | El Kabir 18', 74' · Mohammed 49' | Público: Unknown Árbitro: Andreas Ekberg (Lund) |  |

| 9 de Março 2013 2º Rodada | Örebro SK | 0 – 1  | Falkenbergs FF | Behrn Arena, Örebro                            |  |
| 15:00                     |           | Report | A. Wede 63'    | Público: 842 Árbitro: Michael Lerjéus (Skövde) |  |

| 13 de Março de 2013 3º Rodada | Falkenbergs FF                                    | 4 – 1  | IFK Värnamo     | Kristineslätt IP, Falcopinga                        |  |
| 15:00                         | Rodevåg 1', 4' (pen.) · Johansson 51' · Sköld 53' | Report | Henningsson 23' | Público: Unknown Árbitro: Antti Kanerva (Olofstorp) |  |

| 16 de Março de 2013 3º Rodada | BK Häcken                  | 2 – 0  | Örebro SK | Valhalla IP, Gotemburgo                         |  |
| 16:00                         | Ericsson 5' · El Kabir 58' | Report |           | Público: 400 Árbitro: Antti Kanerva (Olofstorp) |  |

### Grupo 3
| Time          | J | V | E | D | GF | GS | SG | Pts |
| ------------- | - | - | - | - | -- | -- | -- | --- |
| Östers IF     | 3 | 2 | 1 | 0 | 8  | 1  | +7 | 7   |
| Malmö FF      | 3 | 2 | 1 | 0 | 7  | 2  | +5 | 7   |
| IK Frej       | 3 | 1 | 0 | 2 | 2  | 8  | –6 | 3   |
| GIF Sundsvall | 3 | 0 | 0 | 3 | 2  | 8  | –6 | 0   |

|               | MFF | GIFS | ÖIF | IKF |
| ------------- | --- | ---- | --- | --- |
| Malmö FF      | —   | 4–1  | 1–1 |     |
| GIF Sundsvall |     | —    | 0–2 |     |
| Östers IF     |     |      | —   | 5–0 |
| IK Frej       | 0–2 | 2–1  |     | —   |

| 2 de Março de 2013 1º Rodada | Malmö FF    | 1 – 1  | Östers IF   | Malmö Stadion, Malmö                          |  |
| 15:00                        | Rexhepi 25' | Report | Robledo 32' | Público: 4,531 Árbitro: Andreas Ekberg (Lund) |  |

| 2 de Março de 2013 1º Rodada | IK Frej                   | 2 – 1  | GIF Sundsvall | Skytteholms IP, Solna                        |  |
| 16:00                        | Draganov 15' · Kamara 63' | Report | Sliper 4'     | Público: 400 Árbitro: Johan Krantz (Upsália) |  |

| 9 de Março de 2013 2º Rodada | GIF Sundsvall | 0 – 2  | Östers IF                | Norrporten Arena, Sundsvália                             |  |
| 14:00                        |               | Report | Söderberg 9' · Velić 27' | Público: Unknown Árbitro: Martin Strömbergsson (Gevália) |  |

| 10 de Março de 2013 2º Rodada | IK Frej | 0 – 2  | Malmö FF              | Skytteholms IP, Solna                           |  |
| 17:00                         |         | Report | Hamad 70' · Kroon 78' | Público: 1,178 Árbitro: Glenn Nyberg (Borlänge) |  |

| 14 de Março de 2013 3º Rodada | Östers IF                                                   | 5 – 0  | IK Frej | Växjö Tipshall, Växjö                                |  |
| 19:00                         | Zlojutro 12' · Söderberg 48' · Pavey 71' · Persson 77', 80' | Report |         | Público: 1,400 Árbitro: Robert Daradić (Helsingborg) |  |

| 16 de Março de 2013 3º Rodada | Malmö FF                                           | 4 – 1  | GIF Sundsvall | Limhamns IP, Malmö                                 |  |
| 16:00                         | Pękalski 23' · Johansson 27', 90+2' · Eriksson 85' | Report | Walker 44'    | Público: 1,345 Árbitro: Bojan Pandzić (Gotemburgo) |  |

### Grupo 4
| Time         | J | V | E | D | GF | GS | SG | Pts |
| ------------ | - | - | - | - | -- | -- | -- | --- |
| Örgryte IS   | 3 | 2 | 0 | 1 | 7  | 4  | +3 | 6   |
| Halmstads BK | 3 | 2 | 0 | 1 | 5  | 4  | +1 | 6   |
| AIK          | 3 | 1 | 0 | 2 | 4  | 6  | –2 | 3   |
| Syrianska FC | 3 | 1 | 0 | 2 | 3  | 5  | –2 | 3   |

|              | AIK | SFC | HBK | ÖIS |
| ------------ | --- | --- | --- | --- |
| AIK          | —   | 2–0 | 1–2 |     |
| Syrianska FC |     | —   | 2–1 |     |
| Halmstads BK |     |     | —   | 2–1 |
| Örgryte IS   | 4–1 | 2–1 |     | —   |

| 3 de Março de 2013 1º Rodada | AIK               | 1 – 2  | Halmstads BK              | Skytteholms IP, Solna                      |  |
| 13:00                        | Goitom 81' (pen.) | Report | Selaković 4' · Magyar 11' | Público: 3,753 Árbitro: Johan Hamlin (Bro) |  |

| 3 de Março de 2013 1º Rodada | Örgryte IS                             | 2 – 1  | Syrianska FC | Valhalla IP, Gotemburgo                         |  |
| 16:00                        | E. Karlsson 77' · Lindström 87' (pen.) | Report | Felić 42'    | Público: 977 Árbitro: Magnus Ahlsén (Linköping) |  |

| 10 de Março de 2013 2º Rodada | Örgryte IS                                    | 4 – 1  | AIK         | Valhalla IP, Gotemburgo                             |  |
| 17:00                         | Wallén 5', 71' · E. Karlsson 36' · Leinar 59' | Report | Quaison 72' | Público: 1,126 Árbitro: Kristoffer Karlsson (Malmö) |  |

| 10 de Março de 2013 2º Rodada | Syrianska FC             | 2 – 1  | Halmstads BK  | Södertälje Fotbollsarena, Södertälje     |  |
| 17:00                         | Chanko 58' · Svärd 90+4' | Report | Antonsson 56' | Público: 500 Árbitro: Johan Hamlin (Bro) |  |

| 16 de Março de 2013 3º Rodada | Halmstads BK              | 2 – 1  | Örgryte IS           | Skedalaheds IP, Halmostádio                     |  |
| 13:00                         | Liverstam 75' · Rojas 77' | Report | Lindström 34' (pen.) | Público: 614 Árbitro: Magnus Ahlsén (Linköping) |  |

| 16 de Março de 2013 3º Rodada | AIK                  | 2 – 0  | Syrianska FC | Skytteholms IP, Solna                                  |  |
| 16:00                         | Igboananike 25', 80' | Report |              | Público: 1,850 Árbitro: Markus Strömbergsson (Gevália) |  |

### Grupo 5
| Time            | J | V | E | D | GF | GS | SG | Pts |
| --------------- | - | - | - | - | -- | -- | -- | --- |
| IFK Norrköping  | 3 | 2 | 1 | 0 | 6  | 0  | +6 | 7   |
| Mjällby AIF     | 3 | 1 | 1 | 1 | 4  | 3  | +1 | 4   |
| Landskrona BoIS | 3 | 1 | 1 | 1 | 3  | 4  | –1 | 4   |
| Ängelholms FF   | 3 | 0 | 1 | 2 | 2  | 8  | –6 | 1   |

|                 | IFKN | MAIF | LBoIS | ÄFF |
| --------------- | ---- | ---- | ----- | --- |
| IFK Norrköping  | —    | 2–0  | 0–0   |     |
| Mjällby AIF     |      | —    | 3–0   | 1–1 |
| Landskrona BoIS |      |      | —     | 3–1 |
| Ängelholms FF   | 0–4  |      |       | —   |

| 2 de Março de 2013 1º Rodada | IFK Norrköping | 0 – 0  | Landskrona BoIS | Idrottsparken, Norrköping                         |  |
| 13:00                        |                | Report |                 | Público: 1,400 Árbitro: Stefan Johannesson (Täby) |  |

| 2 de Março de 2013 1º Rodada | Mjällby AIF  | 1 – 1  | Ängelholms FF | Asarums IP, Karlshamn                          |  |
| 14:00                        | Ekenberg 37' | Report | Staaf 32'     | Público: 400 Árbitro: Martin Hansson (Holmsjö) |  |

| 9 de Março de 2013 2º Rodada | Mjällby AIF                         | 3 – 0  | Landskrona BoIS | Asarums IP, Karlshamn                              |  |
| 14:00                        | Pode 62' · Ekenberg 68', 90' (pen.) | Report |                 | Público: 402 Árbitro: Robert Daradić (Helsingborg) |  |

| 10 de Março de 2013 2º Rodada | Ängelholms FF | 0 – 4  | IFK Norrköping                                       | Hedens IP, Helsingborg                           |  |
| 14:00                         |               | Report | Smedberg Dalence 3' · Nyman 29', 81' · Wiklander 35' | Público: Unknown Árbitro: Nermin Cisić (Värnamo) |  |

| 16 de Março de 2013 3º Rodada | IFK Norrköping       | 2 – 0  | Mjällby AIF | Idrottsparken, Norrköping                  |  |
| 13:00                         | Gerson 9' · Telo 70' | Report |             | Público: 1,085 Árbitro: Johan Hamlin (Bro) |  |

| 16 de Março de 2013 3º Rodada | Landskrona BoIS                      | 3 – 1  | Ängelholms FF | Landskrona IP, Landskrona                        |  |
| 15:00                         | Olsson 52' · Nilsson 56' · Tkacz 60' | Report | Asanovski 73' | Público: Unknown Árbitro: Jim Petersson (Motala) |  |

### Grupo 6
| Time            | J | V | E | D | GF | GS | SG | Pts |
| --------------- | - | - | - | - | -- | -- | -- | --- |
| Helsingborgs IF | 3 | 2 | 1 | 0 | 9  | 2  | +7 | 7   |
| Gefle IF        | 3 | 2 | 0 | 1 | 9  | 6  | +3 | 6   |
| Assyriska FF    | 3 | 0 | 2 | 1 | 3  | 7  | –4 | 2   |
| Varbergs BoIS   | 3 | 0 | 1 | 2 | 3  | 9  | –6 | 1   |

|                 | HIF | GIF | AFF | VBoIS |
| --------------- | --- | --- | --- | ----- |
| Helsingborgs IF | —   | 3–1 | 1–1 |       |
| Gefle IF        |     | —   | 5–1 | 3–2   |
| Assyriska FF    |     |     | —   | 1–1   |
| Varbergs BoIS   | 0–5 |     |     | —     |

| 2 de Março de 2013 1º Rodada | Gefle IF                     | 3 – 2  | Varbergs BoIS   | Strömvallen, Gevália                                 |  |
| 16:00                        | Mård 27' · Dahlberg 67', 71' | Report | Sağlık 28', 78' | Público: Unknown Árbitro: Mohammed Al-Hakim (Köping) |  |

| 3 de Março de 2013 1º Rodada | Helsingborgs IF | 1 – 1  | Assyriska FF  | Olympia (estádio), Helsingborg                    |  |
| 16:00                        | Bedoya 41'      | Report | Hellquist 66' | Público: 3,493 Árbitro: Antti Kanerva (Olofstorp) |  |

| 10 de Março de 2013 2º Rodada | Varbergs BoIS | 0 – 5  | Helsingborgs IF                                                               | Övrevi IP, Varberg                               |  |
| 14:00                         |               | Report | Sadiku 16' · Lindström 55' (pen.) · C. Andersson 71', 85' (pen.) · Bedoya 80' | Público: 731 Árbitro: Bojan Pandzić (Gotemburgo) |  |

| 10 de Março de 2013 2º Rodada | Gefle IF                                | 5 – 1  | Assyriska FF | Strömvallen, Gevália                    |  |
| 17:00                         | Orlov 35', 37', 56' · Dahlberg 50', 54' | Report | Malmborg 21' | Público: 327 Árbitro: Lars Olsson (Uma) |  |

| 17 de Março de 2013 3º Rodada | Assyriska FF         | 1 – 1  | Varbergs BoIS | Södertälje Fotbollsarena, Södertälje                 |  |
| 16:00                         | Özdemirok 19' (o.g.) | Report | Peter 52'     | Público: Unknown Árbitro: Mohammed Al-Hakim (Köping) |  |

| 17 de Março de 2013 3º Rodada | Helsingborgs IF               | 3 – 1  | Gefle IF     | Olympia (estádio), Helsingborg                   |  |
| 16:00                         | Accam 18', 90+4' · Santos 61' | Report | Dahlberg 47' | Público: 2,817 Árbitro: Martin Hansson (Holmsjö) |  |

### Grupo 7
| Time          | J | V | E | D | GF | GS | SG | Pts |
| ------------- | - | - | - | - | -- | -- | -- | --- |
| IFK Göteborg  | 3 | 2 | 0 | 1 | 6  | 2  | +4 | 6   |
| Kalmar FF     | 3 | 2 | 0 | 1 | 5  | 2  | +3 | 6   |
| IK Brage      | 3 | 1 | 0 | 2 | 3  | 6  | –3 | 3   |
| Nyköpings BIS | 3 | 1 | 0 | 2 | 4  | 8  | –4 | 3   |

|               | IFKG | KFF | IKB | NBIS |
| ------------- | ---- | --- | --- | ---- |
| IFK Göteborg  | —    | 0–1 | 2–0 |      |
| Kalmar FF     |      | —   | 3–0 |      |
| IK Brage      |      |     | —   | 3–1  |
| Nyköpings BIS | 1–4  | 2–1 |     | —    |

| 2 de Março de 2013 1º Rodada | IFK Göteborg  | 2 – 0  | IK Brage | Valhalla IP, Gotemburgo                          |  |
| 16:00                        | Hysén 3', 73' | Report |          | Público: 2,118 Árbitro: Michael Lerjéus (Skövde) |  |

| 3 de Março de 2013 1º Rodada | Nyköpings BIS            | 2 – 1  | Kalmar FF | Rosvalla IP, Nicopinga                      |  |
| 15:00                        | Svensson 14' · Funes 50' | Report | Diouf 30' | Público: Unknown Árbitro: Lars Olsson (Uma) |  |

| 10 de Março de 2013 2º Rodada | Nyköpings BIS | 1 – 4  | IFK Göteborg                              | Rosvalla IP, Nicopinga                            |  |
| 15:00                         | Funes 23'     | Report | Hysén 8' (pen.), 75', 82' · Allansson 87' | Público: 1,428 Árbitro: Magnus Ahlsén (Linköping) |  |

| 10 de Março de 2013 2º Rodada | Kalmar FF                          | 3 – 0  | IK Brage | Gasten IP, Kalmar                              |  |
| 15:00                         | Andersson 24', 90' · Romarinho 38' | Report |          | Público: 240 Árbitro: Martin Hansson (Holmsjö) |  |

| 16 de Março de 2013 3º Rodada | IK Brage                                   | 3 – 1  | Nyköpings BIS | Domnarvsvallen, Borlänge                          |  |
| 13:00                         | Nilsson 56' · Moldskred 73' · Kapčević 82' | Report | Funes 54'     | Público: Unknown Árbitro: Dragan Banjac (Haringe) |  |

| 17 de Março de 2013 3º Rodada | IFK Göteborg | 0 – 1  | Kalmar FF     | Valhalla IP, Gotemburgo                                |  |
| 16:00                         |              | Report | Romarinho 66' | Público: 1,838 Árbitro: Martin Strömbergsson (Gevália) |  |

### Grupo 8
| Time                | J | V | E | D | GF | GS | SG | Pts |
| ------------------- | - | - | - | - | -- | -- | -- | --- |
| Djurgårdens IF      | 3 | 2 | 1 | 0 | 7  | 2  | +5 | 7   |
| Åtvidabergs FF      | 3 | 1 | 1 | 1 | 5  | 4  | +1 | 4   |
| Jönköpings Södra IF | 3 | 1 | 0 | 2 | 5  | 6  | –1 | 3   |
| Umeå FC             | 3 | 1 | 0 | 2 | 2  | 7  | –5 | 3   |

|                     | ÅFF | DIF | JIF | UFC |
| ------------------- | --- | --- | --- | --- |
| Åtvidabergs FF      | —   | 1–1 | 3–1 |     |
| Djurgårdens IF      |     | —   | 3–1 | 3–0 |
| Jönköpings Södra IF |     |     | —   | 3–0 |
| Umeå FC             | 2–1 |     |     | —   |

| 3 de Março de 2013 1º Rodada | Åtvidabergs FF                                  | 3 – 1  | Jönköpings Södra IF | Kopparvallen, Åtvidaberg                     |  |
| 14:00                        | Dogbé 81' · Pettersson 83' · Prodell 90' (pen.) | Report | Kangaskolkka 60'    | Público: 873 Árbitro: Jim Petersson (Motala) |  |

| 3 de Março de 2013 1º Rodada | Djurgårdens IF                         | 3 – 0  | Umeå FC | Grimsta IP, Stockholm                                  |  |
| 15:00                        | Fejzullahu 34' (pen.), 60' (pen.), 67' | Report |         | Público: 1,800 Árbitro: Markus Strömbergsson (Gevália) |  |

| 10 de Março de 2013 2º Rodada | Umeå FC                            | 2 – 1  | Åtvidabergs FF | T3 Arena, Uma                                 |  |
| 15:00                         | Lidberg 58' · Fjällström Winka 76' | Report | Prodell 90'    | Público: 333 Árbitro: Dragan Banjac (Haninge) |  |

| 10 de Março de 2013 2º Rodada | Djurgårdens IF                                | 3 – 1  | Jönköpings Södra IF | Grimsta IP, Stockholm                            |  |
| 17:00                         | Johansson 52' · Solignac 66' · Fejzullahu 79' | Report | Thelin 75'          | Público: 967 Árbitro: Mohammed Al-Hakim (Köping) |  |

| 16 de Março de 2013 3º Rodada | Jönköpings Södra IF                          | 3 – 0  | Umeå FC | Elmia, Jönköping                              |  |
| 17:00                         | Karlsson 34' · Kangaskolkka 36' · Gojani 69' | Report |         | Público: 205 Árbitro: Glenn Nyberg (Borlänge) |  |

| 17 de Março 2013 3º Rodada | Åtvidabergs FF | 1 – 1  | Djurgårdens IF | Kopparvallen, Åtvidaberg                         |  |
| 16:00                      | Prodell 20'    | Report | Oyal 52'       | Público: 1,453 Árbitro: Jonas Eriksson (Sigtuna) |  |

## Fase Final
Os primeiros colocados de cada grupo avançaram, formando oito times. Com os confrontos marcados os times disputaram entre si com três "fases": Quartas-de-finais, Semifinais e Final
|  | Quartas de final         | Quartas de final  |                       |      | Semifinais | Semifinais |  |  | Final | Final |
|  |                          |                   |                       |      |            |            |  |  |       |       |
|  | 4 de abril - Norrköping  |                   |                       |      |            |            |  |  |       |       |
|  |                          |                   |                       |      |            |            |  |  |       |       |
|  | IFK Norrköping           | 0(4)              |                       |      |            |            |  |  |       |       |
|  | IFK Norrköping           | 0(4)              | 1 de maio - Estocolmo |      |            |            |  |  |       |       |
|  | Djurgårdens IF (p)       | 0(5)              |                       |      |            |            |  |  |       |       |
|  | Djurgårdens IF (p)       | 0(5)              | Djurgårdens IF        | 1    |            |            |  |  |       |       |
|  | 3 de abril - Växjö       |                   | Djurgårdens IF        | 1    |            |            |  |  |       |       |
|  |                          | Örgryte IS        | 0                     |      |            |            |  |  |       |       |
|  | Falkenbergs FF           | Örgryte IS        | 0                     | 0    |            |            |  |  |       |       |
|  | Falkenbergs FF           |                   | 22 de maio - Solna    | 0    |            |            |  |  |       |       |
|  | Örgryte IS               | 1                 |                       |      |            |            |  |  |       |       |
|  | Örgryte IS               | 1                 | Djurgårdens IF        | 1(1) |            |            |  |  |       |       |
|  | 4 de abril - Växjö       |                   | Djurgårdens IF        | 1(1) |            |            |  |  |       |       |
|  |                          | IFK Göteborg      | 1(3)                  |      |            |            |  |  |       |       |
|  | Östers IF                | IFK Göteborg      | 1(3)                  | 2    |            |            |  |  |       |       |
|  | Östers IF                | 1 de maio - Växjö |                       | 2    |            |            |  |  |       |       |
|  | IK Sirius                | 1                 |                       |      |            |            |  |  |       |       |
|  | IK Sirius                | 1                 | Östers IF             | 1    |            |            |  |  |       |       |
|  | 3 de abril - Helsingborg |                   | Östers IF             | 1    |            |            |  |  |       |       |
|  |                          | IFK Göteborg      | 4                     |      |            |            |  |  |       |       |
|  | Helsingborgs IF          | IFK Göteborg      | 4                     | 0    |            |            |  |  |       |       |
|  | Helsingborgs IF          |                   |                       | 0    |            |            |  |  |       |       |
|  | IFK Göteborg             | 1                 |                       |      |            |            |  |  |       |       |
|  | IFK Göteborg             | 1                 |                       |      |            |            |  |  |       |       |

### Quartas-de-finais
Com dois dias de disputa (3 e 4 de abril) as quartas-de-finais tiveram quatro confrontos e assim quatro times passaram (Djurgårdens IF, Örgryte IS, Östers IF e IFK Göteborg).
| 3 de Abril de 2013 | Helsingborgs IF | 0 – 1  | IFK Göteborg | Olympia (estádio), Helsingborg                     |  |
| 18:00              |                 | Report | Haglund 4'   | Público: 4,031 Árbitro: Tobias Mattsson (Karlstad) |  |

| 3 de Abril de 2013 | Falkenbergs FF | 0 – 1  | Örgryte IS | Växjö Tipshall, Växjö                             |  |
| 18:00              |                | Report | Wallén 50' | Público: 350 Árbitro: Kristoffer Karlsson (Malmö) |  |

| 4 de Abril de 2013                  | IFK Norrköping | 0 – 0 (pro.) (4 – 5 pen.)                | Djurgårdens IF | Idrottsparken, Norrköping                              |  |
| 17:30                               |                | Report                                   |                | Público: 2,306 Árbitro: Martin Strömbergsson (Gevália) |  |
|                                     |                | Penalidades                              |                |                                                        |  |
| Þorvaldsson Telo Gerson Thelin Luts |                | Johansson Fejzullahu Jawo Oyal Arvidsson |                |                                                        |  |

| 4 de Abril de 2013 | Östers IF                   | 2 – 1  | IK Sirius      | Växjö Tipshall, Växjö                              |  |
| 17:30              | Persson 16' · Söderberg 76' | Report | Björkebaum 79' | Público: 1,267 Árbitro: Bojan Pandzić (Gotemburgo) |  |

### Semi-finais
Com os dois confrontos no dia 1 de maio, dois times avançaram à final (Djurgårdens IF e IFK Göteborg).
| 1 de Maio de 2013 | Djurgårdens IF | 1 – 0  | Örgryte IS | Estádio Olímpico de Estocolmo, Estocolmo               |  |
| 13:30             | Johansson 59'  | Report |            | Público: 7,126 Árbitro: Martin Strömbergsson (Gevália) |  |

| 1 de Maio de 2013 | Östers IF   | 1 – 4  | IFK Göteborg                             | Myresjöhus Arena, Växjö                          |  |
| 13:30             | Robledo 50' | Report | Hysén 9', 52' · Moberg Karlsson 69', 81' | Público: 6,047 Árbitro: Michael Lerjéus (Skövde) |  |

### Final
Com a final marcada no dia 26 de maio, o Djurgårdens IF enfrentou o IFK Göteborg na Friends Arena. O resultado do jogo foi um empate entre 1-1, então a partida se estendeu às penalidades máximas tendo vitória do IFK Göteborg por 3-1.
| 26 de Maio de 2013             | Djurgårdens IF | 1 – 1 (pro.) (1 – 3 pen.)          | IFK Göteborg | Solna                                                                     |  |
| 17:00                          | Amartey 52'    | Report                             | Hysén 6'     | Estádio: Friends Arena Público: 21,819 Árbitro: Stefan Johannesson (Täby) |  |
|                                |                | Penalidades                        |              |                                                                           |  |
| Jawo Johansson Solignac Nymann |                | Haglund Bjärsmyr Dyrestam Farnerud |              |                                                                           |  |